# Émond de Dynter
 (août 2016).
Si vous disposez d'ouvrages ou d'articles de référence ou si vous connaissez des sites web de qualité traitant du thème abordé ici, merci de compléter l'article en donnant les références utiles à sa vérifiabilité et en les liant à la section « Notes et références ».
Emond van Dynter, connu en français sous le nom d'Edmond de Dynter et en latin comme étant Magister Emondus Dynterus, est un clerc, chroniqueur, géographe et ambassadeur né au village de Dinther, près de Bois-le-Duc, dont ses parents étaient seigneurs et dont il portait le nom.

## Biographie
Edmond de Dynter est né vers 1375 à Dynter.
Il devint très jeune, page à la cour d'Antoine de Bourgogne, duc de Brabant.
Il resta à la cour de Brabant-Bourgogne comme secrétaire de chancellerie et de diplomate.
Érudit latin de haut niveau il fut de ce fait utilisé comme ambassadeur des ducs de Brabant et remplit d'importantes missions diplomatiques à l'étranger.
Il remplit ses fonctions sous le règne de trois autres ducs : Jean IV de Brabant, fils d'Antoine de Bourgogne, Philippe de Saint-Pol et Philippe le Bon.
Il est avec le duc Jean IV de Brabant un des cofondateurs de l'Université de Louvain.
Sa longue carrière à la Maison de Brabant lui a permis d'acquérir une grande expérience d'historien, ses œuvres publiées de son temps sous forme manuscrites ont été publiées par Monseigneur Pierre de Ram en trois forts volumes.
Sa chronique des ducs de Brabant est une source importante pour l'histoire de la Fondation de Bruxelles.
Il est mort à Bruxelles en 1448.

## Œuvres d'Emond van Dynter
- Chronica nobilissimorum ducum Lotharingiae et Brabantiae ac regum Francorum qui se termine en 1442. Ce livre a été traduit en français par Jehan Wauquelin secrétaire de Philippe le Bon.
- Librunculus sive Brevis chronica Brabantiae, évènements de 1288 à 1418.
- Notae chronologicae, traitant de l'histoire ecclésiastique du Brabant.
- Mutatio antiqui et novi regiminis, où il raconte au jour le jour les événements dont il fut témoin de 1421 à 1422.
- Oppida Brabantiae cum villis liberis atque pagis seriatim descripta, où il nous livre un travail de géographe.